# 宇田充
宇田 充（うだ みつる）は、映画プロデューサー。新潟県出身。Seventh Art Laboratory代表。ワーナー・ブラザース映画ファーストルック契約プロデューサー。

## 略歴
日本大学芸術学部卒業後、アスミック・エース入社。営業、デザイン、出資業務などを経て、プロデューサー業務を担当。2010年に米国ハリウッドレポーター誌が選ぶ次代を担う20人“Next Generation Asia ”に選出。2017年、個人事務所Seventh Art Laboratoryを開業し、ワーナー・ブラザース映画とファーストルック契約中。
今後、ANARCHY初監督『WALKING MAN』、Netflixドラマ『FOLLOWERS』が公開となる。

## 作品

### 企画・制作アシスタント
- 不夜城（1998年）
- リング2（1999年）
- 黒い家（1999年）
- 金融腐蝕列島（1999年）
- リング0（2000年）
- ISOLA（2000年）
- 死者の学園祭（2000年）
- 仮面学園（2000年）
- 狗神 （2001年）
- 弟切草（2001年）
- 突入せよ！あさま山荘事件（2002年）
- ピンポン（2002年）

### 製作
- 茄子 アンダルシアの夏（2003年）
- 妄想代理人（2004年/WOWOW）
- 鉄コン筋クリート（2006年）

### プロデューサー
- 真夜中の弥次さん喜多さん（2005年）
- さくらん（2007年）
- ヘブンズ・ドア（2009年）
- 上野樹里と5つの鞄（2009年／WOWOW）
- 私の優しくない先輩（2010年）
- L et M わたしがあなたを愛する理由、そのほかの物語（2012年/BeeTV）
- ヘルタースケルター（2012年）[1]
- 陽だまりの彼女（2013年）
- 海月姫（2014年）
- くちびるに歌を（2015年）
- TOO YOUNG TO DIE! 若くして死ぬ（2016年）
- Diner ダイナー（2019年）
- 人間失格 太宰治と3人の女たち（2019年）
- WALKING MAN（2019年）
- FOLLOWERS（2020年）
- きみの瞳が問いかけている （2020年）

## メディア
- 日経エンタテインメント ! 2008年04月号次世代ヒットメーカーはどいつだ？
- 日経エンタテインメント ! 2009年04月号ヒットメーカー進化論
- Next Generation Asia 2010(米The Hollywood Reporter誌が選ぶ35歳以下の時代を担うアジア・エンタメ界の20人に選出)